# Basse Guinée
 (novembre 2020).
Si vous disposez d'ouvrages ou d'articles de référence ou si vous connaissez des sites web de qualité traitant du thème abordé ici, merci de compléter l'article en donnant les références utiles à sa vérifiabilité et en les liant à la section « Notes et références ».
Pour les articles homonymes, voir Guinée (homonymie).

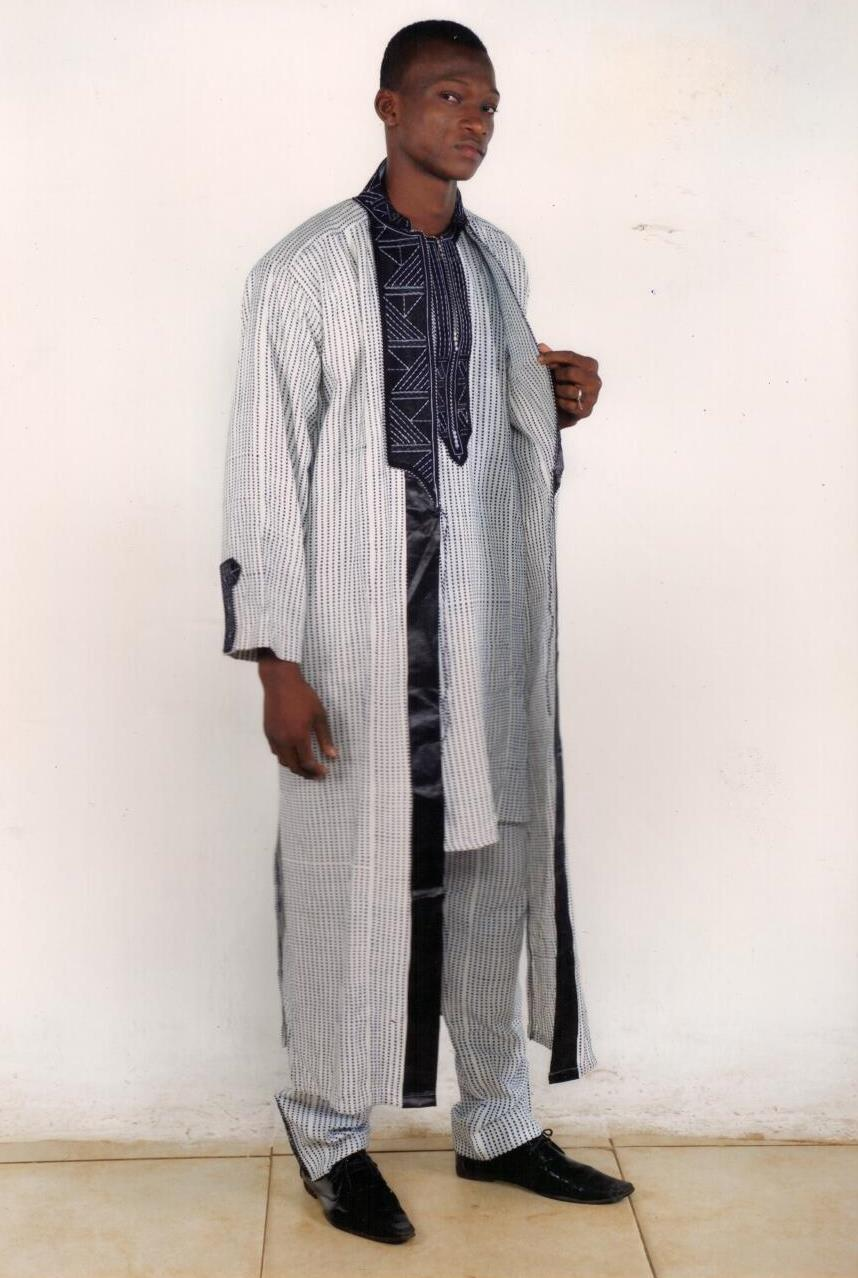
Tenue traditionnelle (kendily) de la basse côte guinéenne.

La Basse-Guinée ou Guinée maritime est une région de la république de Guinée. Elle désigne la zone côtière située à l'ouest du Fouta-Djalon. C'est une région de basses plaines majoritairement peuplée de Soussous. Conakry en est la ville principale.
Elle constitue l'une des quatre « régions naturelles » du pays qui ne correspondent pas au découpage administratif (voir subdivision de la Guinée), mais présentent une certaine unité géographique, climatique, ethnique ou linguistique.

## Histoire
Une des traductions anglaises possibles, Lower Guinea, désigne souvent un territoire plus vaste, se fondant sur l'utilisation ancienne de l'appellation Guinée.

## Transports

### Transport aérien
La Guinée maritime abrite l'aéroport de Conakry et des aérodromes à Fria, Kamsar, Sangarédi et Sambailo.

### Transport ferroviaire
La Basse Guinée a des trains minéralier de la CBG, GAC, Rusal FRIGUIA et CBK et une commercial de Conakry-Kankan qui traversait trois régions naturelles.

### Transport maritime
Elle a le port autonome de Conakry, les port minéraliers de CBG et GAC à Kamsar et SMB à Boké.

## Personnalités liées à la région
- Ahmed Tidiane Cissé, ancien ministre de la culture et des patrimoines historiques.
- Alpha Condé, président de la république de guinée (de 2010 à 2021).
- Lansana Conté, président de la république de Guinée (1984-2008).
- Aboubacar Somparé, président de l’Assemblée nationale de 2002 à 2008.
- Lamine Guirassy, journaliste guinéen.
- Mohamed Bayo, footballeur international guinéen.